# Брух (Айфель)
Брух (нем. Bruch) — община в Германии, в земле Рейнланд-Пфальц.

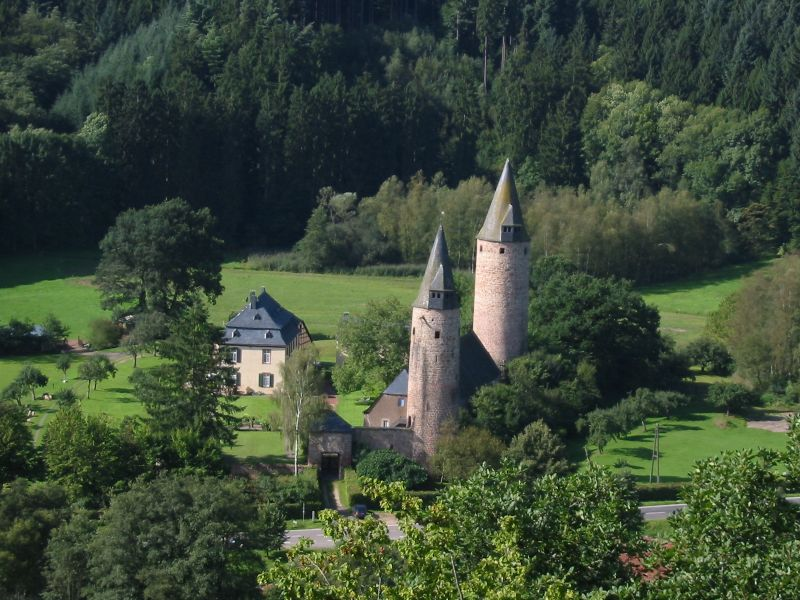
Брух (Айфель)

Входит в состав района Бернкастель-Витлих. Подчиняется управлению Виттлих-Ланд. Население составляет 463 человека (на 31 декабря 2010 года). Занимает площадь 8,63 км².